# Maja Mihajlovna Pliszeckaja
Maja Mihajlovna Pliszeckaja (Майя Михайловна Плисецкая) (Moszkva, 1925. november 20. – München, Németország, 2015. május 2.) orosz balerina, minden idők egyik leghíresebb táncosnője.
Rokonai közt is jelentős táncosok voltak: nagybátyja Aszaf Mihajlovics, nagynénje Szulamif Mihajlovna Messzerer, testvére Azarij Mihajlovics Pliszeckij.
1934-ben került a Bolsoj iskolájába, már növendékként színpadra lépett, 1943-ban vizsgázott, és lett a Moszkvai Nagyszínház magántáncosa. Első évadjában húsz szerepet formált meg, két év múlva vezető magántáncossá nevezték ki. Pályája hat évtizedet ívelt át, csak a Hattyúk tavában több mint nyolcszázszor lépett fel (Odette-Odilia). Klasszikus balettdrámák mellett kortárs művekben is látható volt. 1972-től koreografált is.
A Szovjetunió széthullása után részben Münchenben, részben Szentpéterváron, és gyakran Litvániában élt (ahol nyaralója volt). Ő, miként Rogyion Scsedrin (a férje) is, az elsők között kapott litván állampolgárságot.
Világszerte vendégszerepelt. Magyarországon először az 1949-es Világifjúsági Találkozón.
|  |  |

## Önéletírása magyarul
- Én, Maja Pliszeckaja; ford. Pólya Katalin; Planétás–Magyar Táncművészeti Főiskola, Bp., 2009